# Akalat des Célèbes
Trichastoma celebense
Espèce
Statut de conservation UICN

 LC  : Préoccupation mineure
L’Akalat des Célèbes (Trichastoma celebense) est une espèce de passereaux de la famille des Pellorneidae.

## Répartition
Il est endémique de l'archipel des Célèbes en Indonésie.
- Vidéo de l'oiseau mâle Trichastoma celebense togianense Voous, 1952. Naturalis, Leiden
- Vidéo de l'oiseau femelle Trichastoma celebense togianense Voous, 1952. Naturalis, Leiden